# Aeroport de Carmelo
L'Aeroport de Carmelo (OACI: SULO) és un aeroport de l'Uruguai.
Es troba al sud-oest de l'Uruguai, a la ciutat de Carmelo, al nord-oest del departament de Colonia. Es pot accedir per la ruta 21 i la immediatament adjacent a l'aeroport, situada a l'oest del Riu de la Plata.
El 2009, hi va haver un total de 2.700 moviments d'aeronaus (2.000 vols internacionals i 700 vols nacionals), amb 2.350 passatgers (1.900 registres internacionals, 450 nacionals).